# Eristalinus splendens
Eristalinus splendens är en tvåvingeart som först beskrevs av Le Guillou 1842.  Eristalinus splendens ingår i släktet slamflugor, och familjen blomflugor. Inga underarter finns listade i Catalogue of Life.